# Sing Sing (film)
Sing Sing is een Amerikaanse dramafilm uit 2023 geregisseerd door Greg Kwedar. De film is gebaseerd op een artikel in het blad Esquire genaamd The Sing Sing Follies van John H. Richardson uit 2005 over een theaterrehabilitatie programma in de Sing Sing-gevangenis. Opmerkerkelijk aan de film is dat Colman Domingo en Paul Raci de enige professionele acteurs in de film zijn; de rest van de rollen wordt vertolkt door voormalige gevangen die deelnamen aan dit theaterprogramma.

## Verhaal
Divine G, gevangengezet in Sing Sing voor een misdaad die hij niet heeft begaan, vindt een doel door te acteren in een theatergroep samen met andere gedetineerde mannen.

## Rolverdeling
- Colman Domingo - John "Divine G" Whitfield
- Clarence Maclin - Clarence "Divine Eye" Maclin
- Sean San José - Mike Mike
- Paul Raci - Brent Buell
- Jon-Adrian Velazquez - Blaze

## Release en ontvangst
Sing Sing ging op 10 september 2023 in première op het Internationaal filmfestival van Toronto. De film kreeg overwegend positieve kritieken van de filmcritici, met een score van 97% op Rotten Tomatoes, gebaseerd op 104 beoordelingen. De Los Angeles Times noemde het een Cinematisch werk van unieke empathie en menselijkheid en The Guardian gaf het 4 van de 5 sterren. De Noord-Amerikaanse rechten voor de film werden opgekocht door A24. De film ging op 12 juli 2024 in première en bracht toen $137.000 van vier bioscopen in New York en Los Angeles. Op 2 augustus 2024 werd de film in landelijk uitgebracht in de Verenigde Staten. In Nederland werd de film op 23 januari 2025 uitgebracht door filmdistribiteur Splendid Film.

## Prijzen en nominaties
De belangrijkste:
| Jaar | Prijs                   | Categorie                        | Genomineerde(n)                                                          | Uitslag     |
| ---- | ----------------------- | -------------------------------- | ------------------------------------------------------------------------ | ----------- |
| 2025 | Academy Awards (Oscars) | Beste mannelijke hoofdrol        | Colman Domingo                                                           | Genomineerd |
| 2025 | Academy Awards (Oscars) | Beste bewerkte scenario          | Clint Bentley, Greg Kwedar, Clarence Maclin en John "Divine G" Whitfield | Genomineerd |
| 2025 | Academy Awards (Oscars) | Beste originele nummer           | "Like a Bird" (Abraham Alexander en Adrian Quesada)                      | Genomineerd |
| 2025 | Golden Globe Award      | Beste acteur in een film – drama | Colman Domingo                                                           | Genomineerd |